# 利伯塔
利伯塔（英語：Liberta）是加勒比海岛国安提瓜和巴布达安提瓜岛南部的一座城镇，行政上由圣保罗区管辖，位于法尔茅斯港和法尔茅斯镇以北，2001年估计人口2,560人。
利伯塔初级中学为该镇提供1到9年级义务教育。